# Arriaga (Chiapas)
Arriaga es una ciudad al suroeste del estado de Chiapas, en México. La ciudad de Arriaga se ha distinguido por tener un activo comercio. En la actualidad se ha instalado en el municipio el Parque Eólico Arriaga, para aprovechar los fuertes vientos del lugar.

## Toponimia
Su nombre original en náhuatl es Jalisco, por el valle de Jalisco en que está asentada. Jalisco procede del náhuatl «Xallixco», y se forma a partir de la unión de tres términos: xalli, que significa ‘arena’, ixtli, ‘cara o superficie’ y -co ‘lugar’. Algunas de sus posibles traducciones pueden ser «lugar arenoso», «en la superficie de arena», «en el arenal» o «frente al arenal». En este caso la arena no se refiere a que Arriaga sea una playa o un desierto, sino a que los potentes tehuanos durante los meses de enero y febrero suspenden una gran cantidad de polvo en el aire de la región. De forma coloquial, a los arriaguenses se les conoce como «come tierra», no siendo esto un insulto o un peyorativo — Cf. el hecho que a los huixtlecos se les dice «come piedra» —. Debido a los fuertes vientos que soplan en el municipio, la localidad es conocida en Chiapas como la «Ciudad de los Vientos».
El nombre de Arriaga es en honor del jurisconsulto mexicano Ponciano Arriaga, según decreto pronunciado por el gobernador interino José Inés Cano que elevó la villa a rango de municipio. 

## Historia
Durante la conquista española existió un campamento denominado “La Gironda”, se cree que este es el origen del primer de una congregación de familias asentada en el valle de Jalisco, perteneciente al departamento de Tonalá. La palabra Jalisco significa "Llanura arenosa", del náhuatl Shali, arena; e ishko llanura. 
Por el poblado se trazaron vías de la línea del Ferrocarril Panamericano que llegó a Jalisco en 1904, con esto se marcó la pauta para el comercio ya que la mercancía procedente del extranjero y del centro del país llegaba a este lugar para ser distribuida al centro del estado y viceversa. También se favoreció la llegada de nuevos pobladores entre los cuales se encontraban norteamericanos y chinos.
Para 1910, cuando el Valle de Jalisco, ubicado en la Costa de Chiapas, se erige en municipio libre y se le da el nombre de Arriaga, era entonces Agencia Municipal dependiente de la jurisdicción de Tonalá. Este lugar vivía tiempos de esplendor económico; era el centro de confluencia del comercio estatal gracias a las bondades que trajo el ferrocarril y era punto estratégico de las rutas de arrieros y agricultores, que llevaban su producción de los valles centrales del estado hasta la estación del tren, para de ahí mandarla a otros destinos, por ello fue llamada "puerta del estado".
A este valle llegaban los cargamentos de maíz, frijol y ajonjolí procedentes de Cintalapa, Jiquipilas y Villaflores y asimismo llegaba por tren desde San Benito (hoy Puerto Chiapas) la mercancía de origen extranjero para mandarla por carretas y pataches de mulas hacia Tuxtla, San Cristóbal y Villaflores. Había en Jalisco, casas de recepción de granos como la de los hermanos Egaña y la Casa Farrera, que empezaron a trabajar los comisionistas Sebastián Mintegui, Francisco Ricardi y Ángel Dubond que curtía pieles.
Las calles del pueblo empezaron a trazarse muy anchas como las extranjeras (no menos de 16 metros) desde 1904, debido a que los ingenieros residentes norteamericanos constructores del ferrocarril sugirieron ese modelo a las autoridades locales, que adoptaron este patrón de construcción hasta hoy día. Además, el lugar era cosmopolita, había familias norteamericanas como la de John William Bedwell, de Kansas, que llegó en 1901 adquiriendo la fracción del mancomún de Huajuapan; la de Frank Lipton, de Denver, que tenía el rancho El Ramil; Arthur Amton, músico que erigió un templo nazareno, o Jake Meyer, de Míchigan, entre otros. También había comerciantes chinos y japoneses que llegaron de Oaxaca o Soconusco años atrás, con la construcción del tren. 
Las rancherías en esta región eran: Buenos Aires, de Alejo Zepeda; La Formalidad, de Ambrosio Gutiérrez; La Reforma, de Isabel Vázquez de Villatoro; Laborio, de Zenón Villatoro; Jalisco, de Juan Esteban Gutiérrez; Santa Rosa, de Víctor del Solar; Italia, de José Chivardí y Candelaria, propiedad mancomunada. Otro lugar importante era La Punta (hoy colonia Azteca) cuyos terrenos pertenecían en buena parte a los hermanos Juan y Narciso Meléndez, Higinio Molina y Pedro Betanzos.
El Decreto.
En agosto de 1909 una comisión de vecinos de Jalisco viaja a Tuxtla Gutiérrez para solicitar al gobernador Ramón Rabasa, que lo erigiera en municipio libre; este grupo estaba encabezado por Juan de Mata Meléndez e integrado por Santiago Gutiérrez, Florentino Valverde, Isidro Meléndez, Nazario Betanzos, Juan Balboa, Julio González, Florentino González, Carlos Hernández, Antolín Balboa, Germán Bezares, Carmen Escobar, entre otros.
El resultado fue exitoso, luego de platicar con los diputados locales de la XXVI Legislatura local, éstos les aseguran la aprobación de su petición y recomiendan al grupo buscar un nuevo nombre para ese lugar. A su regreso el grupo explica la idea al entonces presidente de la Agencia Municipal, Justo Vargas, originario de Oaxaca, quien en una junta de Cabildo, argumenta que por tener un nombre homónimo al estado de Jalisco, proponía que se eligiera el nombre del algún personaje importante de aquella entidad. Luego de consultar a las autoridades de este estado, la respuesta fue: Ponciano Arriaga. Así el 28 de mayo de 1910 el gobernador interino José Inés Cano (suplía temporalmente a Ramón Rabasa), aprobó el decreto número 12 por el cual "se erige en pueblo que llevará el nombre de Arriaga, la congregación de familias establecidas en el Valle de Jalisco, perteneciente al Departamento de Tonalá". (El error de redacción en el decreto al llamarlo "pueblo" en vez de "municipio" se arregló hasta 1918).
El nuevo municipio de Arriaga se conformó por las haciendas: Jalisco, La Punta, la Calera, Buenos Aires, la Pampa, El Rosario, Santa María, Mal Paso, San Ramón, San Pablo y Aurora. También se incorporaron los ranchos: Las Mercedes, Capulín, Las Gallinas, Cerro Colorado, Río Grande, San Gregorio, Tabasco, Paso Limón, San Antonio, Arroyo del Tigre, Monte Bonito, San Isidro, El Coyol, El Meroche, La Esperanza, Hamburgo, La Libertad, Las Maravillas, Sin Pensar, La Historia, Bola de Oro, La Tapazón, El Desierto, Las Lomas, El Nilo, Las Crucecitas, El Grijalva, Milán, Santo Domingo, Santa Rita, La Gloria, Bella Vista, La Victoria, Punta Flor, La Florida, San Bartolo, Tabasquito, Morelia, El Alba, Villa Mil, San Antonio, El Sosiego, San Felipe, La libertad, Las Marías, Dolores, Rancho Bonito, Sólo Dios, El Bosque, Piedra de Cal, La Concepción Carrizal y San Rafael.
Entrado en vigor el decreto, el 12 de septiembre se realizaron elecciones siendo electo Juan de Mata Meléndez, quien viajó a Tonalá para tomar protesta ante al jefe político por no haber aún Ayuntamiento formado. En noviembre recibió 500 pesos de la Tesorería General del estado para la construcción de la cabecera municipal.
Tomado de: 
- Arriaga, Ciudad Centenaria - VALENTE MOLINA.

El Heraldo de Chiapas - 13 de agosto de 2010.

### Principales hechos históricos
- 1524. Por cédula real pasó a formar parte de la Corona española.

- 1529. Pasan a depender de la audiencia de México, por ser parte de Tonalá y este de la entonces gobernación del Soconusco.

- Enero de 1902, se reinicia la obra del Ferrocarril del Pacífico después de doce años de abandono, con un primer tramo desde Puerto Arista hacia el Valle de Jalisco (hoy Arriaga) hasta llegar a la estación Aurora ubicada en la zona limítrofe con Oaxaca.

- Diciembre de 1903, se termina de construir el Ferrocarril Panamericano de San Jerónimo (hoy Ixtepec, Oaxaca) a la estación Aurora, se abre al público y tráfico comercial hasta el 1 de noviembre de 1904.

- 1910. Representa el año en que Arriaga fue elevado a la categoría de municipio.

- 1931. Se inicia la construcción del camino Arriaga - Las Cruces, que en el gobierno del coronel Victórico R. Grajales.

- 1932. Se construye como la vía Arriaga-Tuxtla, misma que en 1935 es inaugurada.

- 1943. El 1° de diciembre, por decreto promulgado por el gobernador Rafael Pascacio Gamboa, el pueblo de Arriaga es elevado a la categoría de ciudad.

- 1953. Siendo gobernador el Lic. Efraín Aranda Osorio se inicia la construcción de la carretera Arriaga-Tonalá-Puerto Arista.

- 1958. Se establece la industria harinera con la planta Harinera de Chiapas S.A. de C.V.

- 1960. Durante el gobierno del Dr. Samuel León Brindis se inicia la carretera costera Arriaga-Tapachula.

- 1962. Se inaugura la carretera costera Arriaga-Tapachula.

- 1983. Para efectos del sistema de planeación se le ubica en la región IX Istmo-Costa.

- 1985. Con motivo al 175 aniversario de la Independencia y 75 de la Revolución Mexicana, durante un recorrido nacional, reciben en la cabecera municipal los símbolos patrios.

- 1990. Se construye la autopista Arriaga-Tonalá.

## Personajes ilustres
- John William Bedwell, fundador

- Edrulfo Escandón Argüello. Industrial visionario.

- Guillermo Ewase. Químico farmacobiólogo.

- Primo Alfonso Navarro. Educador.

- Abraham Gutiérrez Rincón. Presidente Municipal, benefactor, persona de principios y valores que permitieron consolidar el municipio en diferentes sectores, quedando la plataforma para su desarrollo que hasta la fecha se visualiza.

- Julio César Domínguez. Futbolista de Atlético San Luis.